# 段柳乡
段柳乡，是中华人民共和国山西省长治市沁县下辖的一个乡镇级行政单位。2021年4月1日，撤销段柳乡，分别并入沁州黄镇、南里镇、定昌镇。将原段柳乡的荆村、霍沟、大良、小东岭、轻城、圪垯上、闫家沟、西河底、黑峪沟、白家沟10个村委会划归沁州黄镇管辖，将寺家庄、双沟、交漳、樊村4个村委会划归南里镇管辖，将段柳、长胜、青屯、南头、泊村、宋家沟、上北里、良楼沟8个村委会划归定昌镇管辖。

## 行政区划
段柳乡下辖以下地区：
。